# Гружа
Гружа је географски регион Србије, у Шумадији, који обухвата котлину реке Груже, већином у саставу општине Кнић.

## Географија
Област се налази у долини реке Груже, са развијеном пољопривредом и бројним насељима. Сам слив покрива 622 2, али регион обухвата 764,5 2 јер обухвата и долину Велике реке. Гружа је микрорегија и чини јужни део Шумадије. Пружа се правцем северозапад-југоисток, а на југу је омеђена Западним Поморављем, на истоку Гледићким планинама и Левчом, на северу планинама Рудник и Јешевац и Таковским и Лепеничким крајем и на западу планином Котленик. Средишњи део региона је Гружанска котлина. Због свог географског положаја, у центру Србије, носи надимак Срце Србије или Срце Шумадије.
Регион се састоји од два подрегиона, Горње Груже (363,5 2) и Доње Груже (401 2). Деле их сужење познато као Туцачки напер. Локација је преграђена браном и формирано је вештачко Гружанско језеро. Акумулација садржи 65000000 3 воде и покрива површину од 9,34 2, чиме је трајно поплавила део Книћког поља. Воду користи водовод Крагујевца.
Остале реке у региону, притоке реке Груже, углавном су кратке: Каменичка река (13 ), Борачка река (16 ) и Рибеж (19 ). Јужни део региона, у правцу Западне Мораве, је сложена котлина, усечена између Котленика и Гледићких планина. Овај одсек се зове Губеревачки теснац.